# Hermann Schönleiter
Hermann Oskar Willi Schönleiter (* 15. März 1887 in Nordhausen; † 8. Juni 1965 in Wennigsen am Deister) war ein deutscher Böttcher, Parteisekretär, Mitglied des Hannoverschen Provinziallandtages und Widerstandskämpfer gegen die Nationalsozialisten.

## Leben
Geboren in der Gründerzeit des Deutschen Kaiserreichs am Harz als Sohn eines Kutschers und Parteifunktionärs, trat Schönleiter im Jahr 1904 der Gewerkschaft bei und begab sich nach seiner bestandenen Ausbildung als Geselle auf Wanderschaft.
Nachdem er im Jahr 1907 zum Militärdienst in das Deutsche Heer eingezogen wurde, kam er zu einem Einsatz nach Tsingtau, der Hauptstadt des sogenannten „Deutschen Schutzgebietes Kiautschou“, tatsächlich aber eine Kolonie des Deutschen Kaiserreichs in China.
Nach seiner Rückkehr nach Europa arbeitete Schönleiter als Böttcher in Hannover. Aus der dort geschlossenen Ehe gingen zwei Kinder hervor; Hermann und Helmut.
Nach dem Beginn des Ersten Weltkrieges wurde Hermann Schönleiter erneut zum Militär eingezogen und als Marineinfanterist der Kaiserlichen Marine eingesetzt.
Im Dezember 1918 kehrte Schönleiter nach Hannover zurück und engagierte sich dort zur Zeit der Weimarer Republik als Bezirks-Parteisekretär der Sozialdemokratischen Partei Deutschlands (SPD). In den Jahren 1925 bis 1933 war er Mitglied des hannoverschen Provinziallandtages. Er wurde zum Vorsitzenden des Kartells für Arbeitersport und Körperpflege gewählt und baute unter anderem 1930 ein Jugendzeltlager an der Weser auf. Anfang 1932 rief er zur Bildung „[...] des reichsweiten Republikschutz-Kartells ‚Eiserne Front‘ im Raum Hannover auf.“
Nach der Machtergreifung durch die Nationalsozialisten wurde Schönleiter – wie sämtliche SPD-Funktionäre – arbeitslos, Die SPD wurde verboten. Schikaniert durch kurzzeitige Verhaftungen und Haussuchungen, versuchte er wenigstens zeitweise seinen Lebensunterhalt als Vertreter mit Kommissionsverkäufen zu verdienen. Mit dieser Tätigkeit tarnte er – als Mitglied der „illegalen“ Widerstandsorganisation Sozialistische Front – die von ihm unterhaltene Verbindung zu anderen Mitgliedern in Hildesheim.
Doch dann wurde Hermann Schönleiter dabei erwischt, wie er aus Fünf-Reichsmark-Münzen mit dem Porträt von Adolf Hitler aus Blei „fälschte“, indem er „Deutschlands Verderber“ in die Stücke prägte und in Umlauf brachte. Schönleiters Sohn Helmut sagte später: „Mein Vater wusste, was ihn erwartet, wenn man ihn erwischt – abgehalten hat ihn das nicht“. Im Juni 1936 wurde Hermann Schönleiter verhaftet, seine umfangreiche Bibliothek beschlagnahmt und Schönleiter zunächst elf Monate in Untersuchungshaft in Hildesheim festgehalten. Dort wurde er vom Kammergericht mit Sitz in Berlin am 19. Juli 1937 wegen Vorbereitung zum Hochverrat zu fünf Jahren Zuchthaus verurteilt, die er dann im Zuchthaus Hameln abbüßte. Nach Ablauf der fünf Jahre Haftzeit wurde Schönleiter jedoch von Hameln – mitten im Zweiten Weltkrieg – am 19. Juni 1941 in das Konzentrationslager Sachsenhausen deportiert.
Knapp zwei Jahre später erlitt Schönleiter einen schweren Unfallschaden, als im März 1943 der mit Häftlingen „vollgeladene“ Lastkraftwagen auf dem Weg zu den Baracken auf vereister Fahrbahn eine Straßenbahn rammte und in die Graben stürzte. Acht Wochen lang lag Hermann Schönleiter daraufhin im Lazarett, konnte anschließend die verlangte schwere Arbeit außerhalb des KZ nicht mehr leisten. So wurde er kurzzeitig für eine leichte Aufseher-Tätigkeit eingeteilt und am 5. Mai 1943 schließlich nach Hannover entlassen. Er blieb aber für die Restzeit des „1000-jährigen“ Nazi-Reiches unter Aufsicht der Polizei. Nach den schlimmsten Luftangriffen auf Hannover zog Schönleiter am 12. Januar 1945 von dort nach Wennigsen, wohin seine Familie schon zuvor – 1943 – von der damaligen Reichshauptstadt Berlin aus auch vor den Fliegerbomben und dem Hunger geflohen war. In Wennigsen fand die Familie in einer Laube eines Freundes im Ortsteil Wennigser Mark einen behelfsmäßigen Unterschlupf, wo sich dann auch Hermann Schönleiter am 23. März 1945 anmeldete.

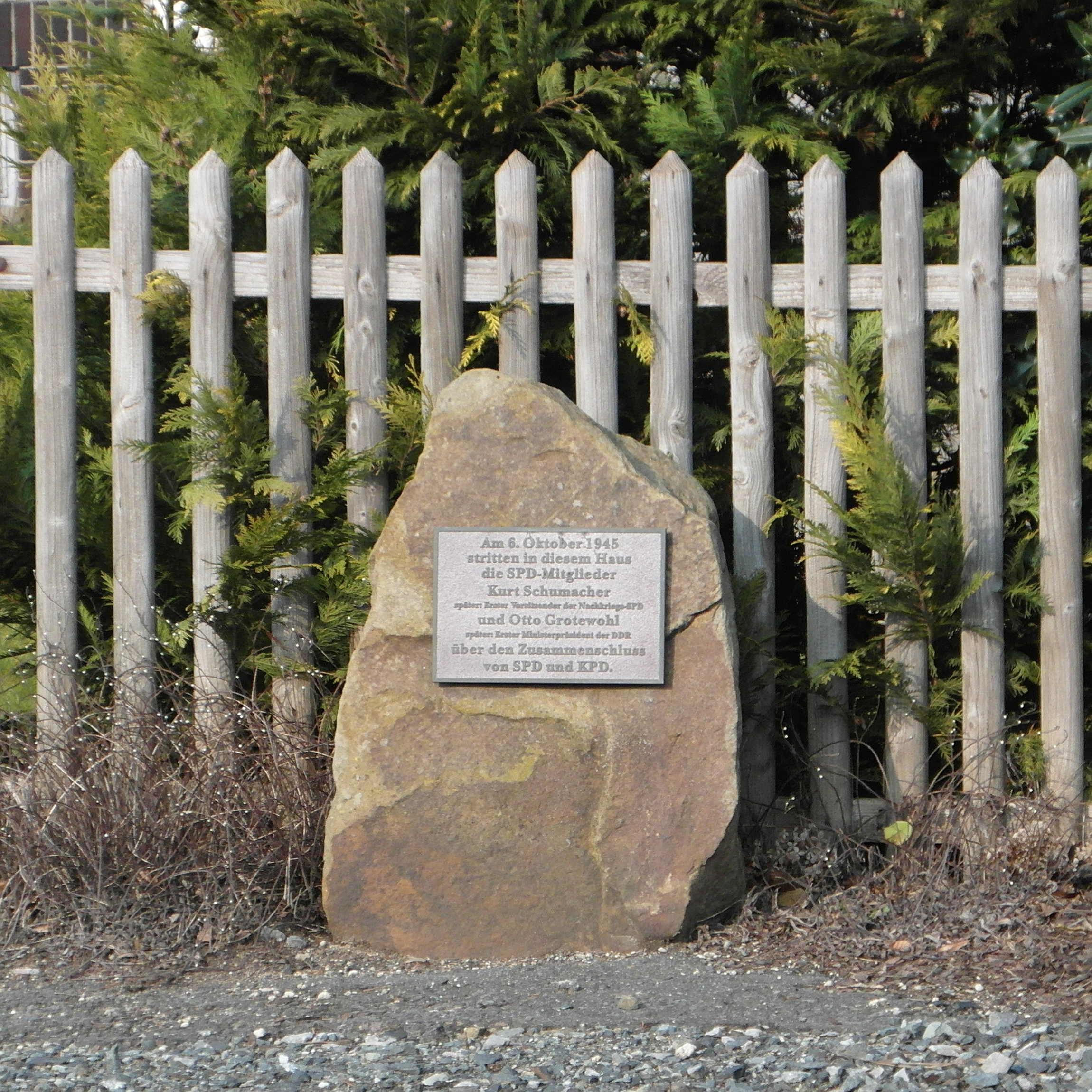
Gedenkstein an die Begegnung von Kurt Schumacher und Otto Grotewohl während der Wennigser Konferenz 1945 in der Wennigser Mark

Nach dem Kriegsende und zur Zeit der Britischen Besatzungszone, in der der spätere SPD-Vorsitzende Kurt Schumacher und seine Genossen vom Büro Dr. Schumacher aus die Wiederzulassung der SPD vorantrieben, beteiligte sich Hermann Schönleiter und sein Sohn Hermann aktiv an der Neugründung der SPD in Wennigsen. Hermann Schönleiter und sein gleichnamiger Sohn waren auch an der Vorbereitung und Beteiligung der Wennigser Konferenz beteiligt, auf der die SPD-Mitglieder der drei Westzonen sowie des zuvor exilierten Londoner Vorstandes und auch der schon kommunistisch beeinflusste Berliner Zentralausschuss unter Vorsitz von Otto Grotewohl vom 5. bis 7. Oktober 1945 tagten und Kurt Schumacher zum Beauftragten für die Westzonen bestimmten. In dem Konferenzsaal des damaligen Bahnhofhotels Petersen, dem späteren Calenberger Hof, zeichnete Schönleiter mit Kohle ein großes Porträt von Karl Marx an die Wand, schmückte den Saal anschließend mit roten Fahnen. Schönleiters jüngerer Sohn Helmut, seinerzeit erst drei Jahre alt, musste sein Bett für Otto Grotewohl räumen, den späteren Ministerpräsidenten der DDR. Der spätere Bürgermeister von Hannover, Otto Barche, ging damals bei den Schönleitners ein und aus, ebenso wie der spätere Ministerpräsident von Niedersachsen, Alfred Kubel.
Im Jahr 1947 gehörte Hermann Schönleiter dem Ausschuss zur Entnazifizierung im Landkreis Hannover an. Ab September desselben Jahres wurde er wieder bei der Leitung des SPD-Bezirks Hannover tätig.
Nach der Gründung der Bundesrepublik Deutschland erhielt Hermann Schönleiter für die insgesamt 83 Monate Haft, die er im „Dritten Reich“ erlitten hatte, sowie für den Verlust seiner umfangreichen Bibliothek, welche die Nazis 1936 beschlagnahmt hatten, im Juli 1949 eine Rentenzahlung von 150 DM pro Monat als Entschädigung zugesprochen. Zusätzlich erhielt er nach dem Niedersächsischen Sonderhilfegesetz einen Geldbetrag als Haftentschädigung.
So finanziell ausgestattet, konnte die Familie Anfang der 1950er Jahre ein Siedlungshaus in der Lutterbrinkstraße bauen.
In den Jahren 1952 bis 1965 – dem Todesjahr Hermann Schönleiters – arbeitete die Kommunalpolitikerin Wilma Conradi, die als Zeitzeugin der Arbeiterbewegung gilt im SPD-Bezirksbüro von Hermann Schönleiter und Hans Striefler.

## Archivalien
Archivalien zur Biographie von Hermann Schönleiter finden sich beispielsweise
- im Niedersächsischen Landesarchiv (Standort Hannover), Signatur Nds 110 W; Acc 45/89, Nr. 100705;
- im Stadtarchiv Hannover;
- bei der Stadt Wennigsen;
- im Archiv der Familie, etwa dem Sohn Hermann Schönleiter in Wennigsen oder der Enkelin Bärbel Runge, geborene Schönleiter in Garbsen (Stand: 2004)[2]